# Scheidingen
Scheidingen is een dorp in de Duitse gemeente Welver, in de deelstaat Noordrijn-Westfalen. Begin 2020 telde het 1.368 inwoners. Na het op enkele kilometers noordoostelijk gelegen hoofddorp Welver is Scheidingen het grootste dorp van de gemeente.